# Laines
Die Laines ist ein Fluss in Frankreich, in der Region Grand Est.

## Verlauf
Der Quellbach entspringt unter dem Namen Ru de Vignes im Gemeindegebiet von Ville-sur-Terre, im Département Aube. Die Laines  entwässert generell Richtung Nordwest und erreicht unterhalb von Soulaines-Dhuys das Département Haute-Marne. Nahe von Longeville-sur-la-Laines bildet sie dann auf einer Länge von etwa fünf Kilometer neuerlich die Grenze zum Département Aube und zum Regionalen Naturpark Forêt d’Orient. Danach tritt sie definitiv ins Département Aube ein und mündet nach insgesamt rund 28 Kilometern an der Gemeindegrenze von Lentilles und Hampigny als linker Nebenfluss in die Voire.

## Orte am Fluss
(Reihenfolge in Fließrichtung)
- Ville-sur-Terre
- Soulaines-Dhuys
- Sauvage-Magny, Gemeinde Ceffonds
- Louze, Gemeinde Rives Dervoises
- Longeville-sur-la-Laines, Gemeinde Rives Dervoises
- Boulancourt, Gemeinde Rives Dervoises